# Tommy Lindholm
Tommy Lindholm   (Pargas, 3 de febrer de 1947) fou un futbolista finlandès de la dècada de 1970.
Fou 43 cops internacional amb la selecció finlandesa.
Pel que fa a clubs, destacà a PIF, TuTo, TPS, HIFK, Reipas, Beşiktaş JK i TuPa.
Trajectòria com a entrenador:
- 1978: TPS
- 1986-1988: TPS
- 1991: TPS
- 1993-1994:  Finlàndia
- 1996: HJK Helsinki